# La Dormida
La Dormida es una localidad y distrito ubicado en el departamento Santa Rosa de la provincia de Mendoza, Argentina. 
Se halla a 1 km de la Ruta Nacional 7, la cual es su principal vía de comunicación vinculándola al oeste con Las Catitas y al este con La Paz. 
Es una zona agrícola, de cultivo de frutas de carozo como durazno, ciruela y damasco.
La localidad está separada de la Colonia San Jorge por el río Tunuyán, el cual es atravesado por un puente para comunicar ambas zonas. Cuenta con red de gas natural.
En este distrito se realiza anualmente en el mes de febrero, el Festival Nacional de la Cueca y el Damasco. 
En noviembre de 1900 se aprobó una vía férrea que comunicaría La Dormida con San Rafael, pero meses más tarde se decidió que comience en la vecina Las Catitas.